# Ialomița-lápja
Ialomiţa-lápja (románul: Balta Ialomiței), régebbi nevén Borceai-láp (Balta Borcea) Románia legnagyobb szigete. A Román-alföldön, a Duna alsó szakaszán helyezkedik el, területén Ialomița és Călărași megyék osztoznak. A Duna Călărași közelében két ága szakad, a nyugati Borceai- és a keleti Ostrovi-ágra (más néven Öreg-Duna), melyek Giurgeni közelében ismét egyesülnek. Ezen dunai ágak között jött létre Ialomiţa-lápja.

## Földrajzi adatok
A sziget területe 831,3 km². Hosszúsága Călărași és Hârșova között eléri a 94 kilométert, míg legnagyobb szélessége több mint 12 kilométer. Tengerszint feletti magassága 10 és 17 méter között váltakozik. 
A „láp” elnevezés azzal magyarázható, hogy egykor ezt az ingoványos területet számos mocsár, tó, holtág és kisebb, ártéri erdőkkel borított, száraz terület alkotta. Az 1960-as években egy nagyszabású kommunista agrárreform keretein belül a lápvidék jelentős részét lecsapolták, az alacsonyabb területeken védőgátakat építettek, hogy ezzel mezőgazdasági művelésre alkalmassá tegyék a vidéket. Cernavodă közelében eredeti formájukban meghagytak két ártéri erdőt, a Caiafele- és a Moroiu-erdőket, melyek területe jelenleg természetvédelmi rezervátum és Romániában unikumnak számítanak. 
A szigeten napjainkban főleg kukoricát és cukorrépát termesztenek, továbbá jelentős a szarvasmarha-tenyésztés. 
Település nem található rajta, így állandó lakossága nincs.
A szigeten halad keresztül az A2-es autópálya

## Külső hivatkozások
- Minuni turistice: Balta Ialomiţei,un paradis ca în „Avatar“ – Adevarul, 2010. szeptember 12. (románul)